# Sidney Verba
Sidney Verba, né le 26 mai 1932 à New York et mort le 4 mars 2019 à Cambridge au Massachusetts, est un politologue et bibliothécaire américain. 

## Biographie
Ses champs de recherche principaux sont la politique américaine, la politique comparée. Son principal ouvrage est The Civic Culture, co-écrit en 1963 avec Gabriel Almond. Il y développe la notion de culture politique comme un aspect fondamental des sociétés.
Il fut notamment professeur de sciences politiques à l'université Harvard. Il a également été directeur de la Bibliothèque de l'université Harvard de 1984 à 2007. 
Lorsqu'il annonça son départ en retraite en 2006, Sidney Verba déclara : « les universitaires sont les seules personnes pour qui cette phrase prend tout son sens : j'espère avoir du temps libre pour pouvoir abattre un peu de travail ».

### Œuvre de politologie
En plus de son travail avec les bibliothèques de l'université Harvard, Sidney Verba a poursuivi son œuvre de politologue. Au cours de ses années en tant que directeur de la Bibliothèque de Harvard, il a maintenu un temps d'enseignement à mi-temps dans son emploi du temps, tout en poursuivant des projets de recherche indépendants.
Les travaux scientifiques de Sidney Verba se concentrent sur le concept de « participation », notamment les enjeux de la participation politique des différents groupes sociaux. Verba affirme que les questions relatives à la participation politique ont pris une place centrale dans le discours politique aux États-Unis aujourd'hui, mais il attribue son intérêt pour la question aux encouragements de son mentor, le professeur Gabriel Almond de l'université de Princeton. Verba a obtenu son doctorat à Princeton en 1959 et en 1963, il a été nommé en tant que co-auteur avec Almond dans The Civic Culture: Political Attitudes and Democracy in Five Nations.
À la retraite, il continue d'explorer son intérêt de longue date avec une nouvelle étude des groupes d'intérêt aux États-unis, en se demandant qui ils représentent—groupes ethniques, femmes, les associations commerciales, professions libérales. Son objectif de recherche est de produire « une sorte de modèle statistique de ce que représentent les groupes d'intérêt aux États-Unis ».

## Distinctions
- Prix Johan Skytte (2002) pour sa contribution remarquable à la science politique[4],[5]
- Président de l'Association américaine de science politique (APSA) [4]
- Membre de l'Académie nationale des sciences (NAS)[4]
- Académie américaine des arts et des sciences (AAAS)[4]
- Récipiendaire de la Bourse Guggenheim (1980)[6]

## Travaux et publications (sélection)
Ils comprennent 83 travaux en 201 publications en 8 langues ainsi que 16 633 documents du fonds de la bibliothèque
- 2012 -- The Unheavenly Chorus: Unequal Political Voice and the Broken Promise of American Democracy par Kay Lehman Schlozman, Sidney Verba, et Henry E. Brady[8]
- 2011 -- A Life in Political Science Annual Review of Political Science
- 2005 -- Contest of Symbols: The Sociology of Election Campaigns through Israeli Ephemera by Hanna Herzog (préface de Sidney Verba). Cambridge: Harvard University Press.  (ISBN 978-0-674-01796-2)
- 2001 -- The Private Roots of Public Action: Gender, Equality, and Political Participation. Cambridge: Harvard University Press—avec Nancy Burns et Kay Lehman Schlozman.   (ISBN 978-0-674-00601-0))   (ISBN 978-0-674-00660-7)
- 1995 -- Voice and Equality: Civic Voluntarism in American Politics. Cambridge: Harvard University Press—avec Kay Lehman Schlozman et Henry Brady.   (ISBN 978-0-674-94292-9) (cloth)    (ISBN 978-0-674-94293-6)
- 1994 -- Designing Social Inquiry: Scientific Inference in Qualitative Research Princeton: Princeton University Press—avec Gary King et Robert Keohane.   (ISBN 978-0-691-03470-6) (cloth)   (ISBN 978-0-691-03471-3)
- 1987 --  Elites and the Idea of Equality: A Comparison of Japan, Sweden, and the United States. Cambridge: Harvard University Press—avec Steven Kelman, Gary R. Orren, Ichiro Miyake, Joji Watanuki, Ikuo Kabashima, et G. Donald Ferree.  (ISBN 978-0-674-24685-0)
- 1985 -- Equality in America: A View from the Top Cambridge: Harvard University Press—avec Gary R. Orren.   (ISBN 978-0-674-25960-7)
- 1972 -- Participation in America: Political Democracy and Social Equality. New York: Harper & Row—avec Norman H. Nie.  (ISBN 0-06-046823-8);  (ISBN 978-0-06-046823-1)
- 1963 -- The Civic Culture: Political Attitudes and Democracy in Five Nations. Princeton: Princeton University Press—avec Gabriel Almond.
- 1961 -- Small Groups and Political Behavior: A Study of Leadership. Princeton: Princeton University Press.  (ISBN 978-0-691-09333-8)